# Alfred Comte AC-4 Gentleman
Le Comte AC-4 Gentleman est un avion d'entraînement et de liaison biplace  construit par Alfred Comte pour les troupes d'aviation suisses. En 1938 il est vendu à une société civile.

## Histoire
Conçu pour l'école de début dans un habitacle fermé équipé de sièges cote à cote et les vols de liaison, l'avion est tout d'abord muni en 1931 d'un moteur Cirrus-Hermes. Les mauvaises performances et la fiabilité douteuse le font remplacer entre le 27 octobre 1932 et le 28 janvier 1933 par un Armstrong-Siddeley Genet Major MK à sept cylindres en étoile développant 140 cv. Le train d'atterrissage est aussi amélioré. 
Malgré l'amélioration il n'y a pas d'autre appareil fabriqué et, dès le 17 novembre 1938, l'unique exemplaire est vendu aux Constructions aéronautiques W. Farner de Granges.